# Warrane College
Warrane College UNSW es una residencia universitaria masculina afiliada a la Universidad de Nueva Gales del Sur- UNSW (Australia). El nombre de la residencia procede de la palabra aborigen "Warrang", empleada para el área de Sydney Cove, destacando el reconocimiento por parte de Warrane y UNSW de los pueblos indígenas de Australia como habitantes originales de la tierra en la que se encuentran. Fue fundada en 1971, y promovida por la Prelatura del Opus Dei.

## Historia
La prehistoria de Warrane se remonta a la década de 1950, cuando el arzobispo católico de Sídney, Norman Thomas Gilroy, entró en contacto con miembros del Opus Dei y conoció la Residenza Universitaria Internazionale RUI (Roma). En esa época, la Arquidiócesis australiana buscaba una institución católica que estableciera una residencia universitaria, y se encargara de la capellanía de la UNSW, que había fijado un nuevo campus al sur de Sídney. El Opus Dei, una institución de la Iglesia Católica, brindó la oportunidad para que este deseo se hiciera realidad y fue invitado a poner en marcha y hacerse cargo de esa residencia universitaria. Poco después se creó Education Development Association (EDA), una empresa sin fines de lucro y una organización benéfica registrada, para representar a Warrane College y futuras iniciativas de naturaleza similar. El cuidado pastoral de la residencia universitaria está encomendado al Opus Dei.
En 1963, dos sacerdotes estadounidenses, miembros del Opus Dei —James Albrecht y Christopher Schmitt— llegaron a Sídney, donde les esperaba Ronald Woodhead. Ellos pusieron en marcha el centro cultural Nairana, y comenzaron el embrión de lo que sería ocho años después Warrane College.
Warrane comenzó su andadura en 1971 en un edificio de ocho pisos en Anzac Parade, Kensington, en la esquina suroeste del campus de la UNSW. Warrane fue inaugurado oficialmente el 13 de junio de 1971 por Sir Roden Cutler, gobernador de Nueva Gales del Sur. Cada uno de sus cinco pisos residenciales ofrece alojamiento para grupos de veinticinco residentes, dos de los cuales son tutores residenciales. Desde 2008, se han renovado todas las habitaciones y baños, así como las instalaciones de comedor y cocina, áreas comunes y oficinas.
En Warrane se alojan doscientos residentes. Para su atención, se creó un sistema de tutores, unos para aspectos académicos y otros para la convivencia en la propia residencia. Desde sus orígenes se acogió a jóvenes de todo el mundo, muchos del Sudeste asiático. La mitad eran católicos. En 1973, el 82% de los residentes aprobaron todos los exámenes.
Una minoría radical de estudiantes, en agosto de 1971 y junio de 1974, se manifestaron frente a Warrane, exigiendo su cierre. Acusaban a Warrane de ser una institución autoritaria, sostenedor del régimen franquista y contrario a los principios universitarios, al no permitir que las universitarias fuesen a los dormitorios o al comedor de la residencia. La UNSW se posicionó a favor del pluralismo y de la autonomía de la residencia. El objetivo final de los activistas era desbancar a las autoridades universitarias, este movimiento de protesta concluyó.
Y sí, debido a que las viejas tradiciones tardan en morir, Warrane sigue siendo el orgulloso propietario de la última máquina de Coca-Cola de $ 1 de UNSW (si no de Sídney).
En 2021, Warrane celebró su L aniversario desde su inauguración oficial.

## Vida estudiantil
La mayoría de los estudiantes son de pregrado, con alrededor de un tercio en el primer año. Si bien los residentes pertenecen a todas las facultades universitarias, una gran proporción pertenece a las facultades de Ingeniería, Medicina y la Escuela Australiana de Negocios. Normalmente, hay varios residentes que realizan programas de grado superior en la UNSW, como programas de maestría y doctorado, y los estudiantes más jóvenes se benefician de su experiencia.
Una de las características principales de la vida universitaria es la cena formal semanal, que normalmente cuenta con diversos invitados, entre los que se encuentran: políticos, deportistas, académicos y líderes empresariales. La universidad organiza varias noches de profesores durante el año con oradores invitados en sus respectivos campos específicos que hablan con los residentes sobre las opciones de sus carreras y el panorama general de su profesión.

### Deporte
Hay equipos de campo de Warrane en todos los deportes que se practican en el campeonato Inter-College de la UNSW. La competencia se desarrolla durante los tres períodos e incluye una serie de deportes importantes, como fútbol, baloncesto, hockey y tenis. La competencia también incluye varios días de carnaval para varios deportes, como voleibol, campo traviesa, fútbol de toque y cricket. El colegio ha ganado el Inter College Sport Shield varias veces y son los actuales titulares, habiendo ganado todos los años desde 2012.

### Vida social
El Comité de Actividades de Warrane organiza una amplia gama de actividades sociales. Los eventos tradicionales incluyen noches de trivia, películas, eventos deportivos televisados, barbacoas en la playa, viajes de esquí y caminatas por el monte. El calendario social anual incluye cruceros por el puerto y noches de vino y queso organizadas con la UNSW y la Universidad de Sídney. Lo más destacado del calendario social de la residencia es el Warrane College Ball, que se celebra anualmente en un hotel urbano de lujo o en un centro de eventos.

### Actividades culturales
Los residentes reconocen la rica diversidad cultural representada en la residencia al celebrar días nacionales como el Día de San Patricio, el Año Nuevo chino, el Día del Anzac con gastronomía especial y entretenimientos. Cada piso compite anualmente por la Copa Cultural. La competencia incluye una búsqueda del tesoro, Band Night, un festival de cine y actividades de la Semana de Orientación. Los residentes también suelen formar una banda universitaria y las actuaciones musicales son una característica habitual de las celebraciones de cumpleaños. El Comité de Actividades organiza visitas periódicas a eventos culturales como conciertos en la Ópera de Sídney, exposiciones en galerías de arte y museos y noches de debate dentro de la universidad.

### Capilla católica
La capilla de Warrane College está abierta todos los días. Las actividades regulares en la capilla incluyen la misa, la meditación semanal del capellán del colegio y una vigilia mensual durante toda la noche.